# Passregistret
Passregistret är ett register som svenska polisen är skyldig att föra enligt lag. I registret finns personuppgifter. Exempel på sådana personuppgifter är ansiktsbild, fullständigt namn och adress. Uppgifterna i registret kan lämnas ut på begäran till exempelvis Säkerhetspolisen, Ekobrottsmyndigheten och Kustbevakningen. Syftet med registret är att  "tillhandahålla uppgifter som behövs bland annat för identifieringskontroll i polisens verksamhet". Passregistret regleras i Passlagen (1978:302) och Passförordningen (1979:664). 